# Rathnew
Rathnew (Iers: Ráth Naoi) is een plaats in het Ierse graafschap Wicklow.
Rathnew ligt in de omgeving van Wicklow ten oosten van de N11 tussen Dublin en Wexford. Er komen vele regionale wegen samen.

## Geboren in Rathnew
- Johnny Doran (1907-1950), muzikant